# Nacionalni park Grand Canyon
Grand Canyon (en. za „Veliki klanac”; hopi: Ongtupqa) je klanac veoma strmih litica koji je milijunima godina dubila i izdubila rijeka Colorado u američkoj saveznoj državi Arizoni, i sastavni je dio istoimenog nacionalnog parka, jednog od najstarijih u SAD-u. Nacionalni park Grand Canyon (Grand Canyon National Park) je jedan od 58 nacionalnih parkova Sjedinjenih Američkih Država i UNESCO-ova je svjetska baština. Grand Canyon je naziv dobio zahvaljujući svojoj veličini, duljini i izrazito dubokim ponorima. Zapravo Grand Canyon se zbog svoje veličine smatra jednim od sedam svjetskih čuda prirode. Kao najveći i najdublji klanac na svijetu čije strme litice svjedoče o skoro 2 milijarde godina povijesti zemlje i ljudskoj prilagodljivosti jako negostoljubivom okolišu, Nacionalni park Grand Canyon je upisan na UNESCO-ov popis mjesta svjetske baštine u Sjevernoj Americi još 1979. godine.

## Zemljopisni podaci
Grand Canyon se rasprostire na 4.926,66 km² i izrazito je dubok i dug, te je na pojedinim mjestima dubok oko 1600 metara, a dug je 446 kilometara i na nekim mjestima je širok do 29 km. Kroz povijest Grand Canyon je bio izložen stalnim utjecajima rijeke Colorado i njenih pritoka koje su, sloj po sloj, oblikovale današnji izgled klanca, dok se koloradska visoravan u isto vrijeme uzdizala.

### Geološka povijest
Povijest nastanka Grand Canyona zapisana je u stijenama različite starosti koje se, sloj po sloj, uzdižu od dna do vrha litica klanca. Najniži sloj je Inner Gorge („Unutarnji klanac”) kroz koji protječe rijeka Colorado.
Prije dvije milijarde godina tamna stijena, koja se danas nalazi u Grand Canyonu, bila je dio planinskog lanca visine Himalaje. Gorje je vremenom erodiralo i pretvorilo se u ravnicu, a na njegovom mjestu se pojavilo plitko more. Vapnenac koji se nataložio na morskom dnu sadrži okamine planktona stare oko milijardu godina.
Nešto uzvodnije, u stijenama su pronađeni dokazi drevne kataklizme tijekom koje su se urušile cijele planine i prekrila ih je blatna naplavna ravnica u kojoj su svoje tragove ostavili vodozemci i gmazovi. Pronađeni su i slojevi koji su nekad davno bili močvare, pustinje i drevna mora u kojima su živjeli koralji.
Središnja usjeklina Grand Canyona djelo je rijeke Colorado. Vjerovalo se kako je rijeka s dubljenjem Grand Canyona započela tek prije 6 milijuna godina, no prema posljednjim znanstvenim zaključcima, ovaj proces je započeo prije oko 17 milijuna godina. Pretpostavljalo se da je rijeka tijekom dugog perioda izbušila svoj put sve do današnje dubine, ali utvrđeno je da se rijeka danas nalazi ondje gdje je i oduvijek bila, na 600 metara nadmorske visine. Međutim, tlo oko rijeke se postupno dizalo, ali toliko sporo da je snažno trenje rijeci omogućavalo da se zadrži na istom mjestu dok su s obje strane obale rijeke izrastale sve više litice.

### Klima
Temperature zraka na sjevernoj litici klanca su u pravilu niže nego na južnoj zbog visine sjeverne litice koja se nalazi na 2 400 metara nadmorske visine i u prosjeku je za 300 metara viša od južne litice.
| Klimatološki srednjaci za Nacionalni park Grand Canyon     | Klimatološki srednjaci za Nacionalni park Grand Canyon | Klimatološki srednjaci za Nacionalni park Grand Canyon | Klimatološki srednjaci za Nacionalni park Grand Canyon | Klimatološki srednjaci za Nacionalni park Grand Canyon | Klimatološki srednjaci za Nacionalni park Grand Canyon | Klimatološki srednjaci za Nacionalni park Grand Canyon | Klimatološki srednjaci za Nacionalni park Grand Canyon | Klimatološki srednjaci za Nacionalni park Grand Canyon | Klimatološki srednjaci za Nacionalni park Grand Canyon | Klimatološki srednjaci za Nacionalni park Grand Canyon | Klimatološki srednjaci za Nacionalni park Grand Canyon | Klimatološki srednjaci za Nacionalni park Grand Canyon | Klimatološki srednjaci za Nacionalni park Grand Canyon |
| mjesec                                                     | sij                                                    | velj                                                   | ožu                                                    | tra                                                    | svi                                                    | lip                                                    | srp                                                    | kol                                                    | ruj                                                    | lis                                                    | stu                                                    | pro                                                    | godina                                                 |
| ---------------------------------------------------------- | ------------------------------------------------------ | ------------------------------------------------------ | ------------------------------------------------------ | ------------------------------------------------------ | ------------------------------------------------------ | ------------------------------------------------------ | ------------------------------------------------------ | ------------------------------------------------------ | ------------------------------------------------------ | ------------------------------------------------------ | ------------------------------------------------------ | ------------------------------------------------------ | ------------------------------------------------------ |
| srednji maksimum, °C                                       | 5,3                                                    | 7,2                                                    | 10,4                                                   | 15,6                                                   | 20,8                                                   | 26,9                                                   | 29,0                                                   | 27,4                                                   | 24,2                                                   | 17,9                                                   | 10,8                                                   | 6,3                                                    | 16,8                                                   |
| srednja dnevna temperatura, °C                             | −1,1                                                   | 0,5                                                    | 3,2                                                    | 7,3                                                    | 12,0                                                   | 17,1                                                   | 20,2                                                   | 19,1                                                   | 15,8                                                   | 9,9                                                    | 3,7                                                    | −0,2                                                   | 8,9                                                    |
| srednji minimum, °C                                        | −7,8                                                   | −6,2                                                   | −4,0                                                   | −0,8                                                   | 3,2                                                    | 7,4                                                    | 11,5                                                   | 10,9                                                   | 7,4                                                    | 1,8                                                    | −3,4                                                   | −6,9                                                   | 1,0                                                    |
| oborine, mm                                                | 36,8                                                   | 41,4                                                   | 40,9                                                   | 24,2                                                   | 17,7                                                   | 12,6                                                   | 48,5                                                   | 57,8                                                   | 37,7                                                   | 30,9                                                   | 28,8                                                   | 40,9                                                   | 422,6                                                  |
| Izvor: Worldclimate.com, podaci za razdoblje 1903. – 1996. |                                                        |                                                        |                                                        |                                                        |                                                        |                                                        |                                                        |                                                        |                                                        |                                                        |                                                        |                                                        |                                                        |

## Povijest

### Prvi stanovnici
Grand Canyon je od davnina bio nastanjen indijancima plemena Sinagua, Pai, Hualapai, Havasupai, Paiute i Navajo koji su na padinama kanjona gradili svoje nastambe i puebla, mala naselja na strmim liticama. Pueblo Indijanci su Grand Canyon smatrali svetim mjestom i često su ga hodočastili.

### Europski istraživači
Prema zapovjedi Španjolskog konkvistadora Franciska Vasco de Coronada u rujnu 1540. godine satnik Garcia Lopez de Cardenas s malom grupom vojnika i vodičima iz plemena Hopi vodio je prvu poznatu i zabilježenu ekspediciju. Nakon što su stigli do južne litice tri vojnika su se pokušala spustit do samog dna klanca, ali su ubrzo odustali zbog nedostatka vode. Pretpostavlja se da su indijanski vodiči odbili voditi ekspediciju do same rijeke. Nakon ove ekspedicije nijedan Europljanin nije posjetio klanac dulje od 200 godina.

### Američki istraživači
Prvu znanstvenu ekspediciju koja se spustila niz rijeku Colorado je vodio bojnik John Wesley Powell 1869. godine. Ekspedicija se sastojala od devet članova raspoređenih u četiri čamca. Već prvi tjedan je potonuo čamac u kojem se nalazio najveći dio namirnica, no bojnik nije odustao od daljnje ekspedicije pa su 4. kolovoza uplovili u Grand Canyon. 28. kolovoza, nakon duge i iscrpljujuće avanture prepune opasnosti od brzaca i stijena ali i puta u nepoznato, tri člana ekspedicije su odustala od daljnjeg spuštanja niz rijeku Colorado te su se uputili prema vrhu klanca. Pri samom vrhu su ih ubili Indijanci, a ironijom sudbine ekspedicija bi već sljedeći dan uplovila u mirne vode Colorada.

### Nacionalni park Grand Canyon
Jedan od najvećih pristalica i obožavatelja klanca je bio američki predsjednik Theodore Roosevelt koji je ovdje puno puta uživao u krajoliku i lovu na pume. Nacionalni park Grand Canynon utemeljen je 26. veljače 1919. godine.
Danas Nacionalnim parkom Grand Canyon upravljaju Hualapai i Havasupai Indijanci i posjećuje ga oko 5 milijuna posjetitelja godišnje. Od 1870. godine poginulo je oko 600 posjetitelja, većinom zbog pada, dehidracije, hipotermije ili srčanog udara.